# Bitis
Genre
Synonymes
- Calechidna Tschudi, 1845
- Macrocerastes Reuss, 1939
- Keniabitis Lenk, Herrmann, Joger & Wink, 1999
- Klosevipera Hoser, 2013
- Kuekus Hoser, 2013

Bitis est un genre de serpents de la famille des Viperidae. 

## Répartition
Les 18 espèces de ce genre se rencontrent en Afrique et en Arabie, et certaines espèces font partie des serpents les plus dangereux d'Afrique. En anglais, on les appelle « adders ». Plusieurs espèces sont pourvues de petites cornes sur la pointe du nez, et sont communément appelées en français « vipères cornues » ou « vipères rhinocéros ».

## Liste des espèces
Selon The Reptile Database (18 octobre 2019) :
- Bitis albanica Hewitt, 1937
- Bitis arietans (Merrem, 1820) - vipère heurtante
- Bitis armata (Smith, 1826)
- Bitis atropos (Linnaeus, 1758)
- Bitis caudalis (Smith, 1839) - vipère à cornes d'Afrique du Sud
- Bitis cornuta (Daudin, 1803)
- Bitis gabonica (Duméril, Bibron & Duméril, 1854) - vipère du Gabon
- Bitis harenna Gower, Wade, Spawls, Böhme, Buechley, Sykes & Colston, 2016
- Bitis heraldica (Bocage, 1889)
- Bitis inornata (Smith, 1838)
- Bitis nasicornis (Shaw, 1802) - vipère rhinocéros
- Bitis parviocula Böhme, 1976
- Bitis peringueyi (Boulenger, 1888) - vipère du désert de Namibie ou vipère de Péringuey
- Bitis rhinoceros (Schlegel, 1855)
- Bitis rubida Branch, 1997
- Bitis schneideri (Boettger, 1886)
- Bitis worthingtoni Parker, 1932
- Bitis xeropaga Haacke, 1975

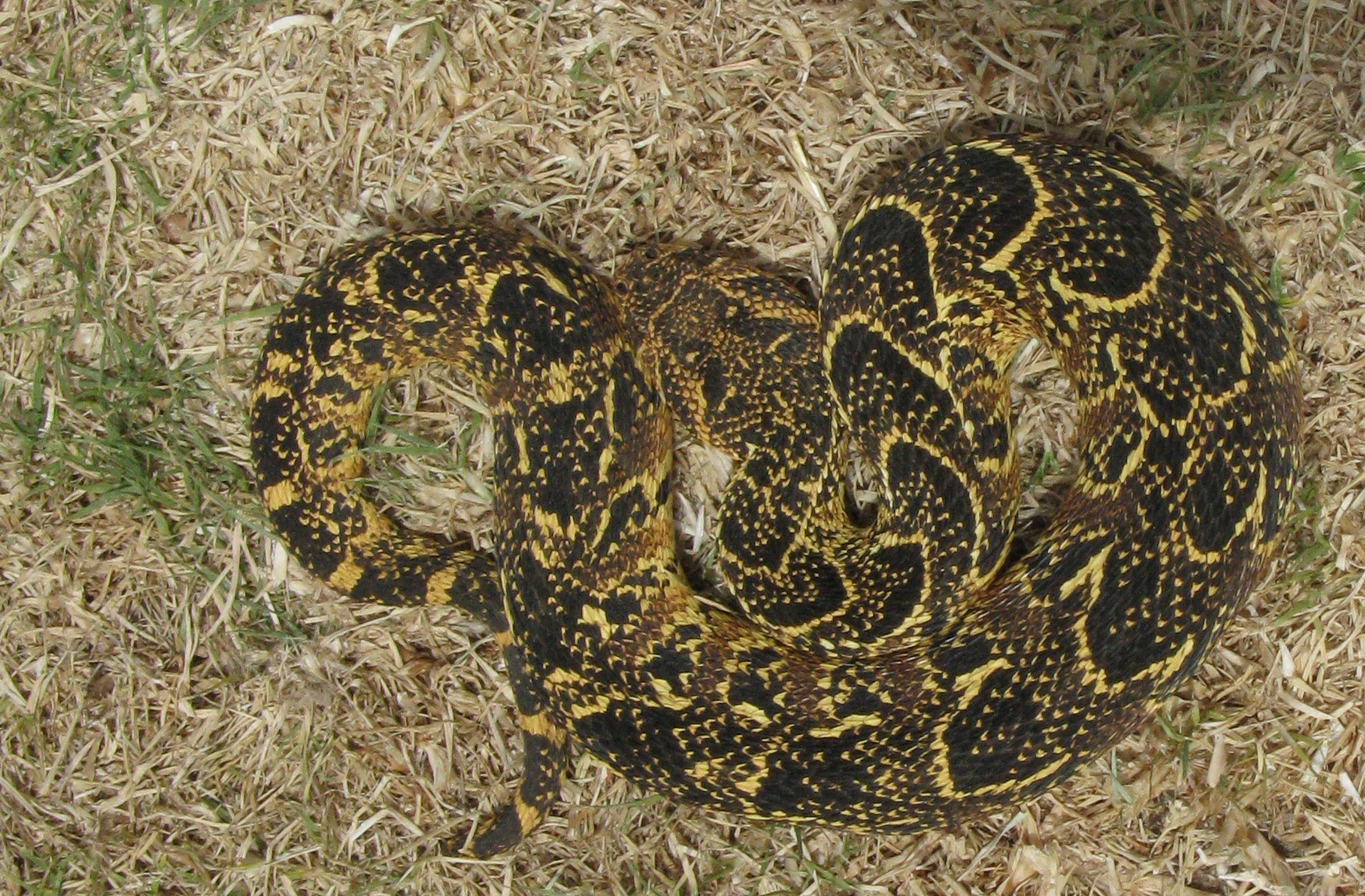
Bitis arietans
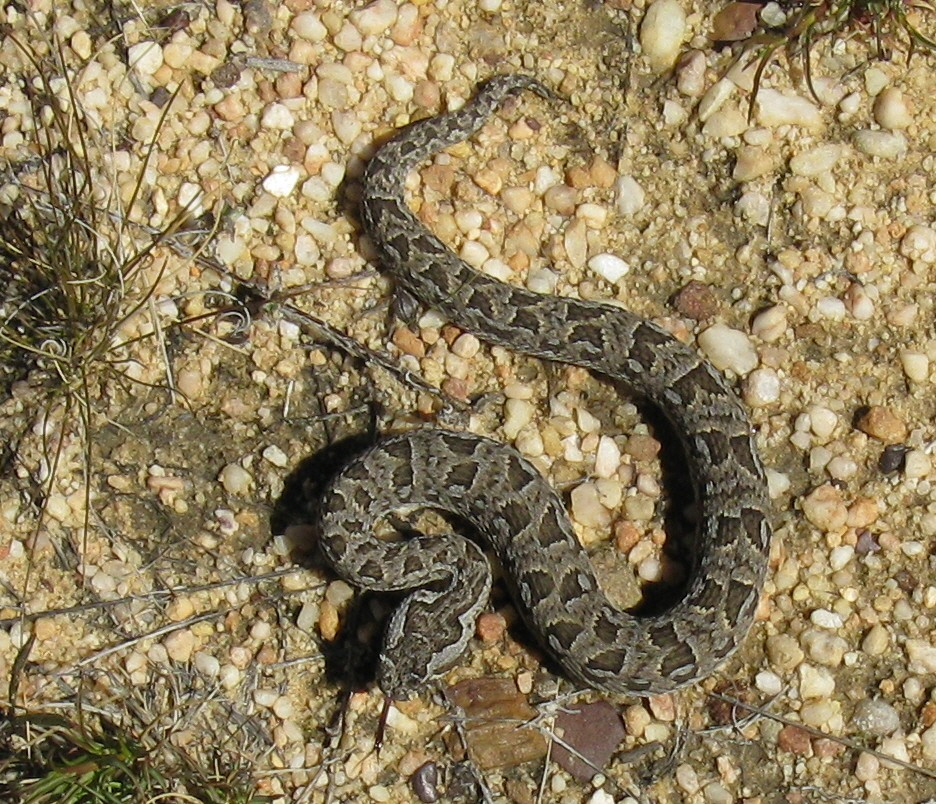
Bitis atropos
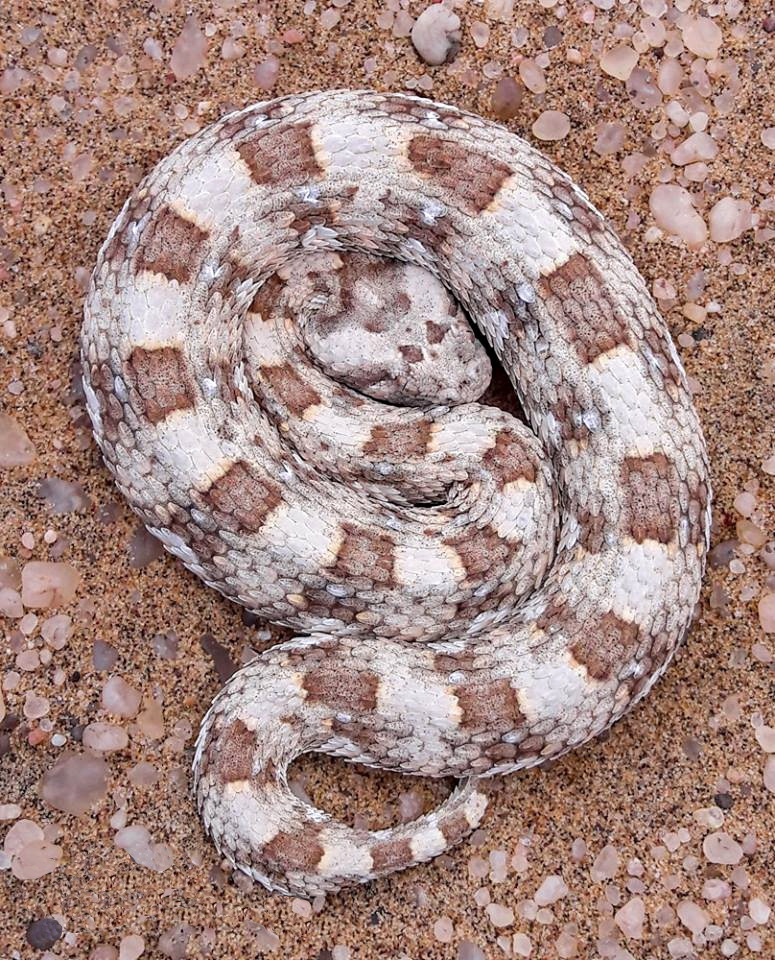
Bitis caudalis
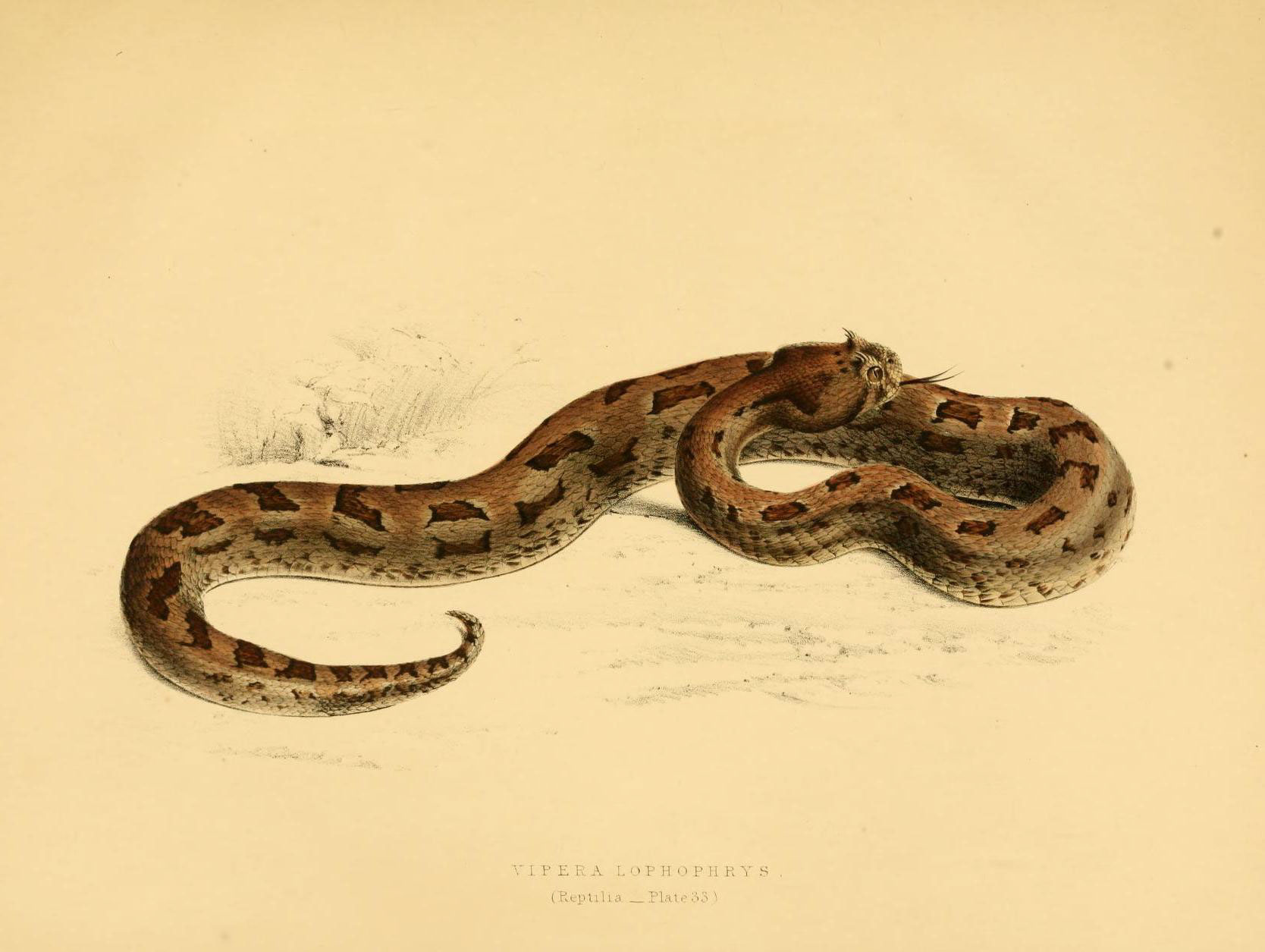
Bitis cornuta
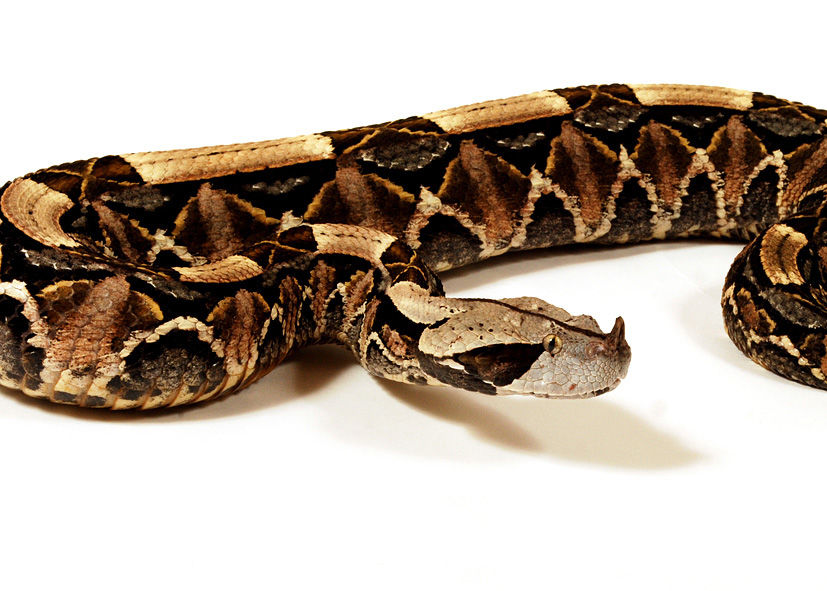
Bitis gabonica
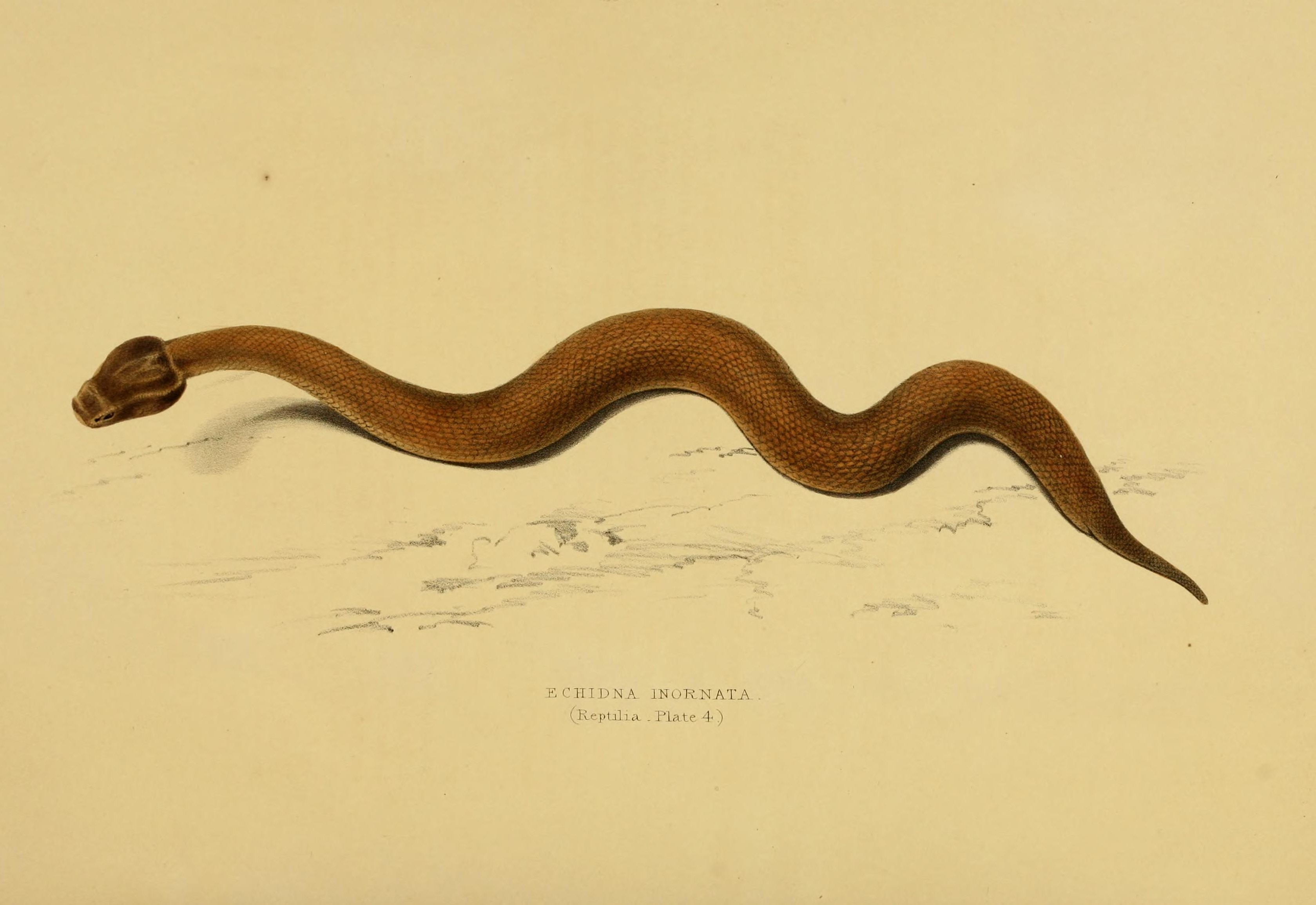
Bitis inornata
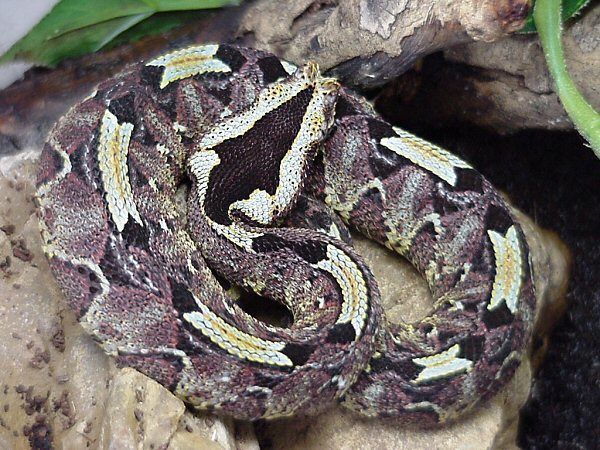
Bitis nasicornis
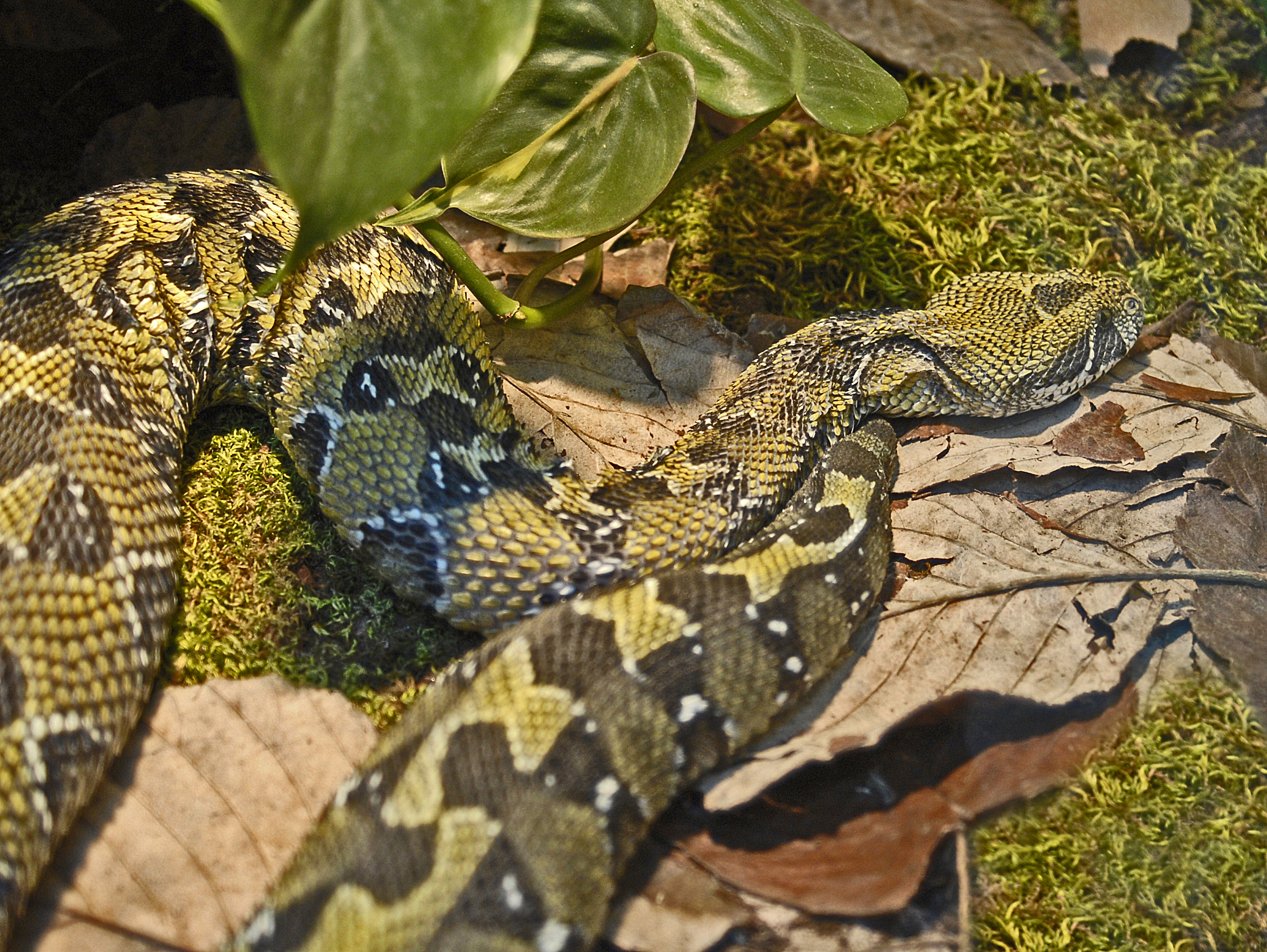
Bitis parviocula
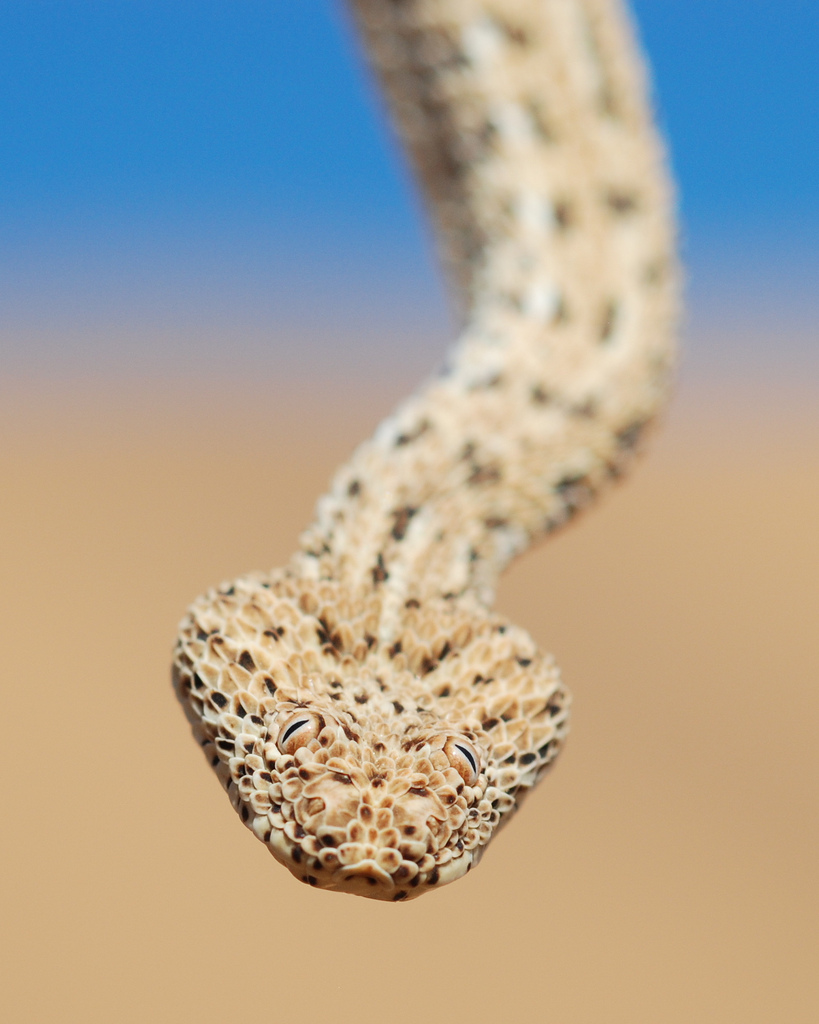
Bitis peringueyi
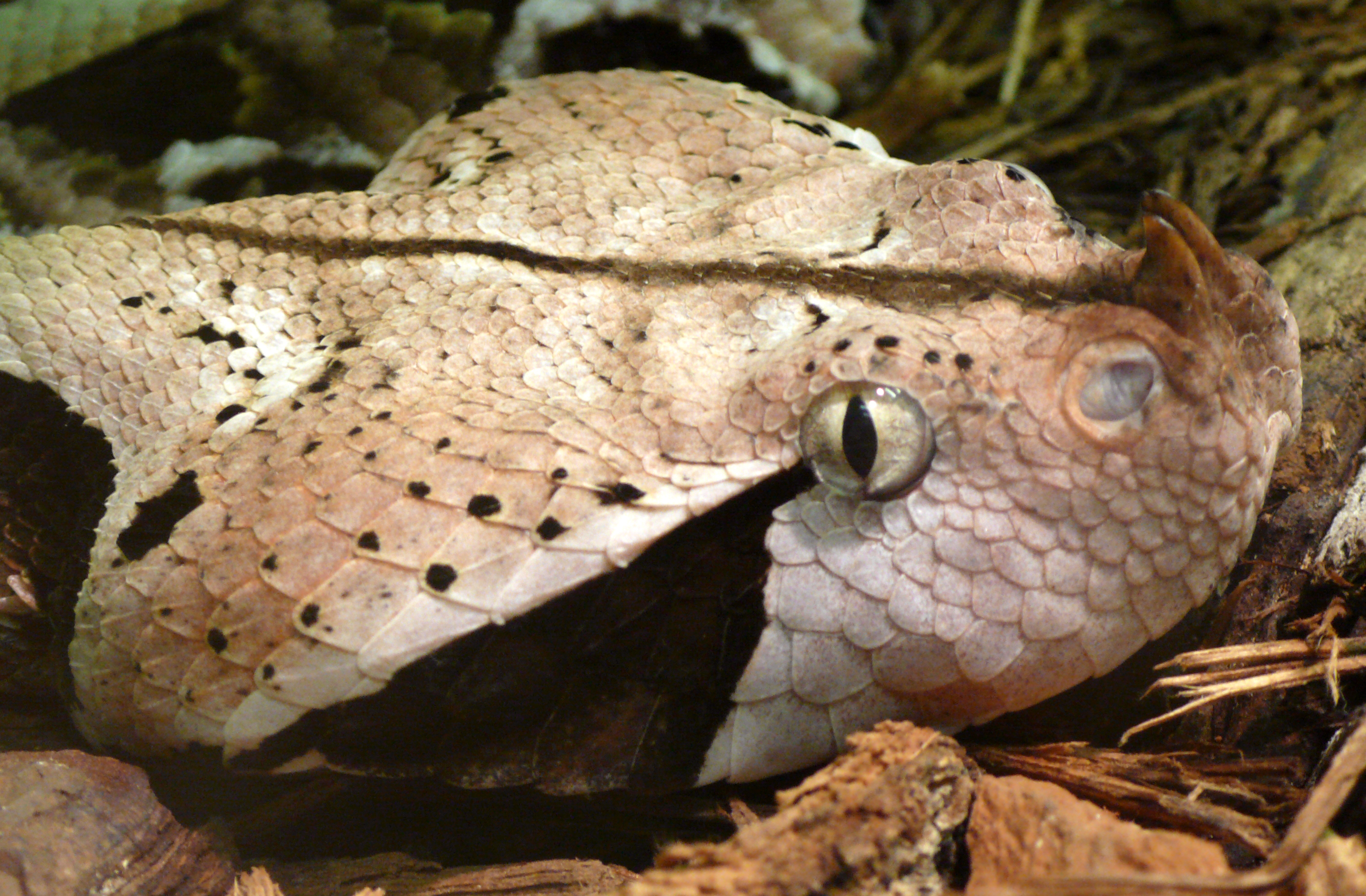
Bitis rhinoceros
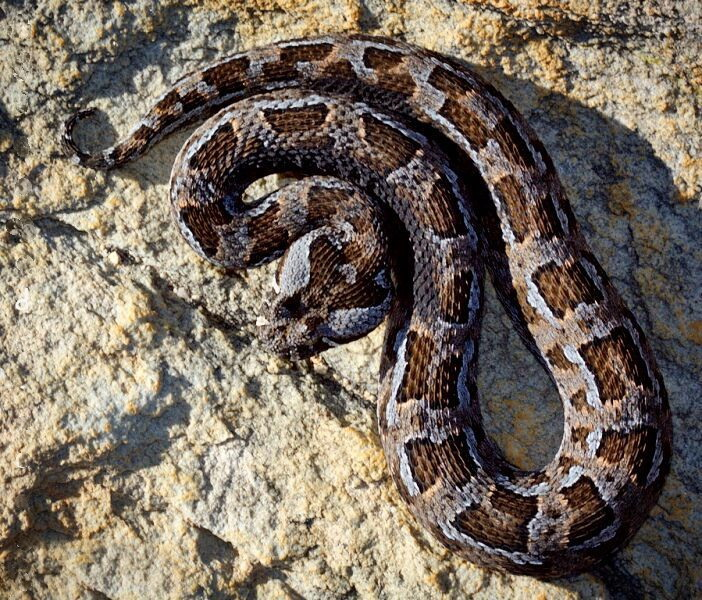
Bitis rubida
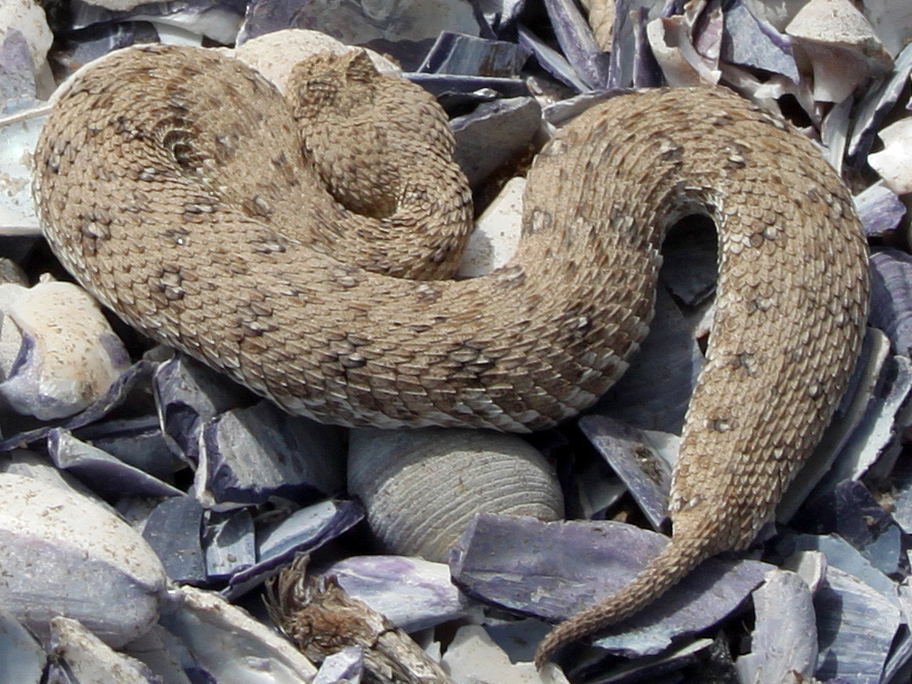
Bitis schneideri

## Publication originale
- Gray, 1842 : Monographic Synopsis of the Vipers, or the Family Viperidae. The Zoological Miscellany, vol. 2, p. 68-71 (texte intégral).